# Vargen kommer
Vargen kommer är en svensk opera från 1997 med musik av Hans Gefors och originallibretto av Kerstin Perski.
Operan bygger på en verklig händelse från maj 1993, då en beväpnad man plötsligt trängde sig in i en förskola i Paris och tog barn och personal som gisslan under ett antal dygn, innan han övertalades att ge upp. Kerstin Perski har överfört bakgrundshistorien till en egen vidareutvecklad historia med mytiska dimensioner om relationer och mönster i vårt samhälle. En av lärarinnorna lyckas slutligen förmå mannen att ge sig, men kan hon också påverka poliserna och världen där utanför?
Verket hade urpremiär på Malmö musikteater 1997 i regi av Lars Rudolfsson, med gästspel på Kungliga Operan i samband med Kulturhuvudstadsåret 1998. Samma år överfördes produktionen också till SVT i Malmö i TV-regi av Sonja Pleijel. Verket utgavs i sin helhet på CD av db productions 2001.
Roller och originalbesättning
- Lollo – Anne-Lise Berntsen
- Lyckos – Stefan Dahlberg
- Paaske – Michael Weinius
- Hundt – Enzo Florino
- Sonja – Lilli Paasikivi
- Adjutanten – Lars Tibell
- Marie – Adriana Essén

Operan har även uppförts i en tysk produktion på Lübeckoperan (översättning Eberhard Eyser) i maj 2003.